# Behgjet Pacolli

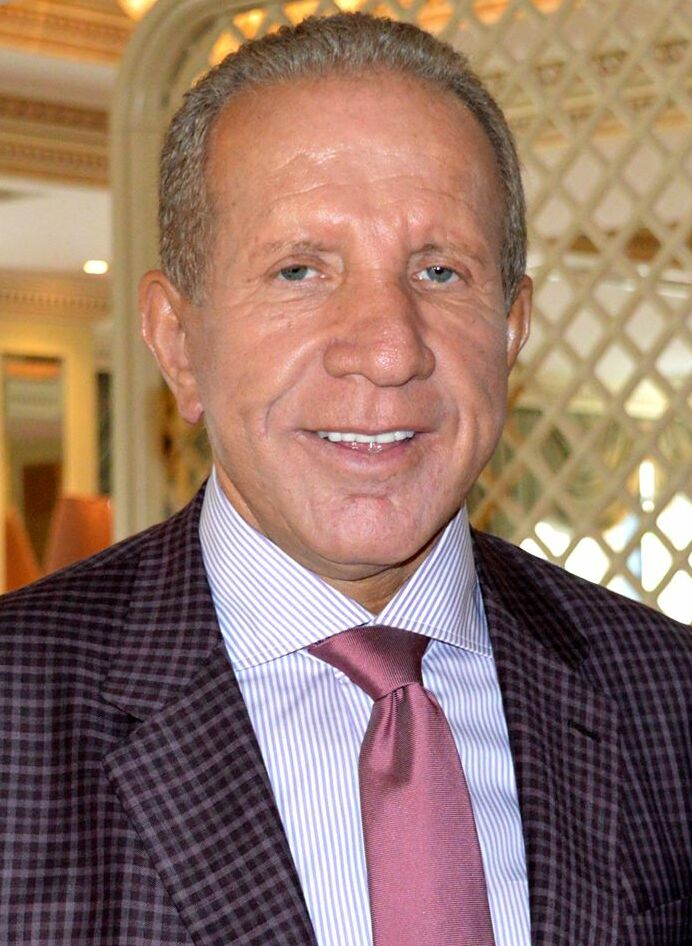
Behgjet Pacolli (2015)

Behgjet Pacolli [bɛɟɛt pat͡sˈɔɫɪ]  (* 30. August 1951 in Marevce, Föderative Volksrepublik Jugoslawien) ist ein Unternehmer und Politiker aus dem Kosovo. Er war zuletzt von September 2017 bis Februar 2020 Außenminister und Erster Stellvertretender Premierminister des Kosovo.
Pacolli ist Gründer und langjähriger Vorsitzender der Partei Aleanca Kosova e Re, von 2011 bis 2014 war er bereits als Koalitionspartner Erster Stellvertretender Premierminister im Kabinett von Hashim Thaçi. Pacolli hat zudem die Unabhängigkeitserklärung des Kosovo mitunterzeichnet und setzt sich international für die Anerkennung dieses Staates ein.
2011 war Pacolli für kurze Zeit Präsident. Das Verfassungsgericht der Republik Kosovo erklärte seine Wahl zum Präsidenten jedoch nach rund einem Monat Amtszeit aufgrund mangelnder Konformität mit der Verfassung für nichtig. Er respektierte diese Entscheidung und gab sofort sein Amt auf.
Pacolli ist zudem Gründer, Vorsitzender und Geschäftsführer der Mabetex-Gruppe, einem in der Schweiz beheimateten Hoch- und Tiefbauunternehmen. Er gilt als der weltweit reichste Albaner und investiert in humanitäre Projekte.

## Jugend und frühe Karriere
Behgjet Pacolli ist der Sohn von Isa und Nazmije Pacolli. Als zweitältestes von zehn Kindern wuchs Behgjet in ärmlichen Verhältnissen auf dem Lande auf. Durch seine guten Schulleistungen in der Grundschule erhielt er ein Stipendium für den Besuch der Oberschule in Pristina. 1970 emigrierte er allein nach Hamburg und erlangte dort einen Hochschulabschluss in Wirtschaftswissenschaften mit Spezialisierung auf Marketing und Management. Nebenbei arbeitete er in der Gastronomie und am Hamburger Hafen, um seinen Lebensunterhalt zu finanzieren.
1974 kehrte Pacolli in den Kosovo zurück, um seinen Militärdienst in der Jugoslawischen Volksarmee zu erfüllen. Anschließend arbeitete er als Fremdsprachenkorrespondent im Textilkombinat der Stadt Gjilan. Gleichzeitig bewarb er sich bei Firmen im Ausland und wurde schließlich von einem österreichischen Unternehmen eingestellt, in welchem er als Handelsvertreter die Länder Jugoslawien, Bulgarien, Polen und Russland betreute. 1976 zog er in die Schweiz und begann eine Tätigkeit als Topmanager beim Schweizer Ingenieurbüro Interplastica, das er in Moskau kennengelernt hatte und welches mit den Ländern des Warschauer Paktes kooperierte.
Im Herbst 1990 gründete er die Firma Mabetex Project Management, ein Bauunternehmen mit Sitz in Lugano in der Schweiz, das sich zur großen Mabetex-Unternehmensgruppe entwickelt hat und unter anderem in den Branchen Versicherung, Medien und Bauwesen tätig ist. Mabetex agiert in 18 Ländern weltweit und beschäftigt rund 14.000 Angestellte.

## Internationale Projekte

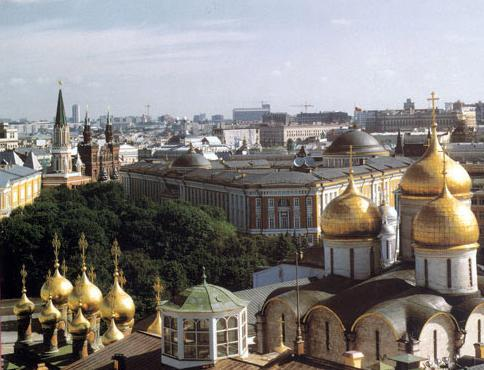
Pacollis Unternehmensgruppe hat die umfassende Renovierung des Kreml durchgeführt.

### Russland
1992 arbeitete Pacolli im Zuge mehrerer Bauprojekte in Jakutien in Russland eng mit dem jakutischen Bürgermeister Pawel Borodin zusammen. Nach der Ernennung von Pawel Borodin zum Leiter der präsidialen Liegenschaften Russlands konnte Mabetex mehrere Großaufträge für Umbau, Renovierung und Restaurierung des ehemaligen Parlaments der Russischen Föderation, der Russischen Staatsoper, der Staatsduma und des Moskauer Kreml erlangen. Mabetex errichtete zudem das Swiss Diamond Hotel – das erste in der neuen Ära Russlands errichtete Luxushotel.

Die Mabetex-Gruppe hat auch den neuen Präsidentenkomplex in Astana, der Hauptstadt von Kasachstan errichtet, der mehr als eine Million Quadratmeter misst.

### Kasachstan
In Kasachstan spielte Mabetex eine bedeutende Rolle bei der Errichtung der neuen Hauptstadt Astana und hat nahezu 40 % der Gebäude in den neuen Stadtvierteln von Astana errichtet. Zu den Bauprojekten zählte auch der Präsidentenpalast. Am Ostufer des Flusses Ischim gelegen, vereint ihre Architektur klassische, moderne und ethnische Einflüsse. Die Präsidentenresidenz gehört zu einem Komplex moderner Verwaltungsgebäude im neuen Stadtzentrum und dient als Sinnbild für das neue Gesicht Kasachstans. Eines der jüngsten Projekte ist das Klassische Theaterhaus für Oper und Ballett: Das Opernhaus ist das größte in Zentralasien und wurde am 21. Juni 2013 eröffnet.

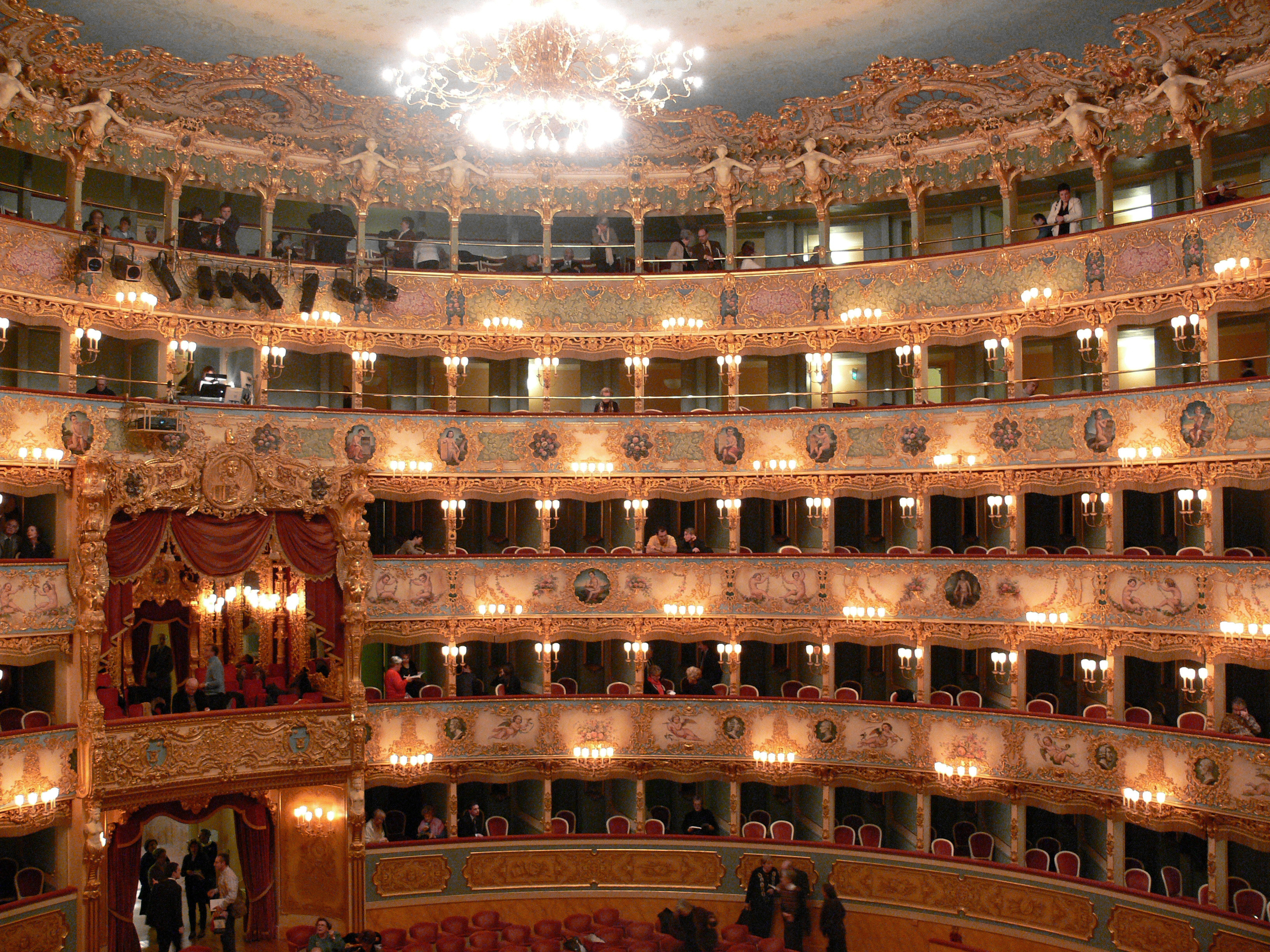
Innenansicht des Theaters La Fenice nach der Rekonstruktion (2007)

### Italien
In Italien trug die Mabetex-Gruppe die Verantwortung für die Vorarbeiten und das Projekt zur Renovierung des Theaters La Fenice in Venedig, nachdem dieses durch einen Brand zerstört worden war.

### Usbekistan
In Taschkent, der Hauptstadt Usbekistans, errichtete die Mabetex-Gruppe das preisgekrönte Projekt für das Stadthaus. Seit 2019 arbeitet die Mabetex an zwei Projekten, dem Vip Terminal sowie dem internationalen Terminal des Flughafens Taschkent, mit der voraussichtlichen Fertigstellung Mitte 2020.

### Kosovo
2011 ließ Pacolli inmitten der Hauptstadt Pristina, am Mutter-Teresa-Boulevard unweit des zentralen Skanderbeg-Platzes, das luxuriöse Swiss Diamond Hotel errichten. Das sechsstöckige Gebäude verfügt über 141 ausgestattete Zimmer sowie einen geräumigen Wellness- und Spabereich. Das Hotel wurde von der American Academy of Hospitality Sciences mit dem 5-Sterne-Diamond-Award ausgezeichnet.
Zudem ist Behgjet Pacolli der Hauptaktionär der Banka Ekonomike.

### Mongolei
2018 startete Mabetex neue Bauprojekte in der mongolischen Hauptstadt Ulan Bator und Umgebung, das luxuriöse „Turtle Rock Resort“ sowie exklusive Residenzen und ein Boutique Hotel.

### Vereinigtes Königreich
Am 1. Dezember 2022 zeigte Behgjet Pacolli Interesse an einer Übernahme des englischen Fußballvereins Manchester United.

## Politik

### Abgeordneter der AKR
Am 17. März 2006 gründete Pacolli die politische Partei Allianz Neues Kosovo (AKR), die sich 2007 an den Parlamentswahlen beteiligte und drittstärkste Kraft des Landes wurde. Pacolli wurde Abgeordneter ins kosovarische Parlament und Mitglied des Ausschusses für Haushalt und Finanzen. Dank seines Aufstiegs in der Politik galt er nunmehr als bedeutende Persönlichkeit für den Kosovo ebenso wie für dessen Entwicklung.

Siegel des Präsidenten der Republik Kosovo

### Präsident der Republik Kosovo
Am 22. Februar 2011 wurde Behgjet Pacolli vom Parlament zum Staatspräsidenten gewählt. Dem vorausgegangen war eine Vereinbarung über eine Koalition zwischen AKR und PDK unter Hashim Thaçi nach der Parlamentswahl 2010/2011.
Am 30. März 2011 vertrat das Verfassungsgericht die Auffassung, dass die Entscheidung des Parlaments hinsichtlich der Wahl Pacollis zum Präsidenten vom 22. Februar 2011 nicht verfassungskonform ist. Begründet wurde dies damit, dass die Wahl nicht den Anforderungen der Verfassung und den dort festgeschriebenen demokratischen Prinzipien entspräche. So war Pacolli der einzige Kandidat, der sich zur Wahl aufstellen ließ; zudem nahmen die Oppositionsparteien LDK, AAK und Vetëvendosje! nicht an der Wahl teil, sodass nur 67 Abgeordnete anwesend waren – der Präsident hätte jedoch eine Zwei-Drittel-Mehrheit (80 Stimmen) benötigt.
Pacolli reichte unmittelbar darauf seinen Rücktritt ein und kündigte an, dass er bei der anschließenden Wahl erneut kandidieren würde, stimmte später aber der Wahl von Atifete Jahjaga zu, welche dann im April 2011 Präsidentin wurde.

### Stellvertretender Premierminister
In der Folge wurde Behgjet Pacolli 2011 ins Regierungskabinett zum Ersten Stellvertreter von Hashim Thaçi einberufen. Pacolli wurde das Ressort für Anerkennung und Auslandsinvestitionen zugeteilt. Als Minister richtete er seinen Fokus vor allem auf afrikanische Staaten ebenso wie auf einflussreiche Staaten und ferner auf die Änderung der Institutionen und Regulierungen für Auslandsinvestitionen, um ein attraktives Geschäftsumfeld zu errichten. In den ersten Monaten seiner Amtszeit hat er bereits zwei Innovationen umgesetzt, all dies auf der Grundlage einer von ihm stammenden detaillierten Arbeitsplattform. Im Dezember 2014 endete mit dem Antreten einer neugewählten Regierung Pacollis Amtszeit.

### Außenminister
Nach der Parlamentswahl 2017 ging Behgjet Pacollis AKR eine Koalition mit der AAK unter Ramush Haradinaj ein. Ab dem 9. September 2017 fungierte Pacolli erneut als Erster Stellvertretender Premierminister und übernahm diesmal das Amt des Außenministers im Kabinett Haradinaj.
Bei der Parlamentswahl im Oktober 2019 erreichte die AKR nur noch zwei Sitze. Nach langen Koalitionsverhandlungen wurde im Februar 2020 eine neue Regierung gebildet, der Pacolli nicht mehr angehörte. Bei der Inauguration des neuen Premiers Albin Kurti überreichte Pacolli die Amtsgeschäfte, da Haradinaj im Ausland weilte.

### Internationales
Seit 2004 setzt sich Behgjet Pacolli für den Kosovo und dessen vollständige Unabhängigkeit und Anerkennung ein, indem er zahlreiche Institutionen und Interessengruppen unterstützt und dieser Forderung gegenüber ausländischen Regierungen, Institutionen und internationalen Einrichtungen Nachdruck verleiht. Seit der Unabhängigkeitserklärung des Kosovo im Februar 2008 wirbt er unermüdlich in anderen Ländern für die offizielle Anerkennung des Kosovo als unabhängigen Staat. Er hat mehrere Staaten in der ganzen Welt besucht und trifft Staatsmänner – auch führender Nationen –, um sie von seinen Argumenten für die Anerkennung der Unabhängigkeit des Kosovo zu überzeugen.
Pacolli ist ein internationaler Berater des CSIS (Zentrum für internationale und strategische Studien).

## Humanitärer Einsatz

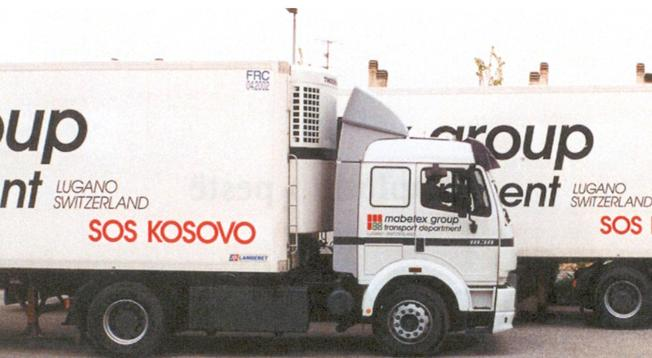
Mabetex versandte mit eigenen Mitteln und mit Unterstützung von Mitarbeitern viele Tonnen Hilfsgüter an Flüchtlingslager in Albanien und half ferner weiteren Einrichtungen in Italien und der Schweiz beim Versand von Hilfsgütern.

1993 gründete Pacolli die Stiftung „Les Enfants du Sakha“, die Kindern in Jakutien medizinische Versorgung, Schulbildung und Freizeitbeschäftigung bietet. Während des Kosovokrieges unterstützte Pacolli Flüchtlingslager in Montenegro und Kukës finanziell, nach dem Ende des Krieges gründete er in Lugano die „Foundation for the Organisation and Reconstruction of Kosovo“ (FORK), die im Kosovo humanitäre Hilfe leistet. Pacolli hat Tausenden Kosovo-Albanern durch Projekte in der ganzen Welt sowohl Arbeit gegeben als auch Häuser errichtet, Lebensmittel bereitgestellt und Schulen für die Kinder der Familien eröffnet. Er unterstützt ferner die SEED Foundation (South East European Development) finanziell.
Seine humanitäre Stiftung „Behgjet Pacolli“ hat in Pristina die Amerikanische Universität im Kosovo errichtet, die heute von Studenten aus dem Kosovo und der ganzen Welt besucht wird.
Im Juli 2010 ehrte die International Union for Peace den AKR-Präsidenten (Allianz Neues Kosovo) Behgjet Pacolli mit dem Sonderpreis „Cavaliere della Pace“ (Friedensritter). Behgjet Pacolli hat in den letzten Jahrzehnten Berühmtheit erlangt für seinen humanitären Einsatz nicht nur für die Menschen im Kosovo, sondern in der ganzen Welt.

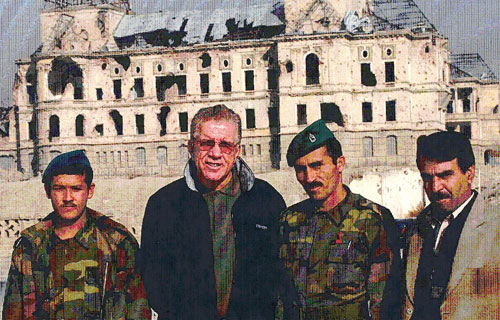
Behgjet Pacolli ist international für seinen Einsatz zur Freilassung von UN-Geiseln bekannt, die in Afghanistan festgehalten wurden.

### Freilassung von UN-Geiseln
2004 wurden drei Mitarbeiter der Vereinten Nationen in Kabul in Geiselhaft genommen: Annette Flannigan und Angelito Nayan sowie Shqipe Hebibi, der aus dem Kosovo stammte und weder einen Fürsprecher hatte noch Unterstützung von außen erhielt. Behgjet Pacolli reiste nach Afghanistan, um sich vor Ort in langwierigen Verhandlungen intensiv für die Geiseln einzusetzen, weswegen ihm das Verdienst zugeschrieben wird, dass er die Freilassung der Geiseln in die Wege geleitet hat.
Zwei Jahre später ergab sich eine ähnliche Situation, als die italienische Staatsbürgerin Gabriella Torsello in Afghanistan entführt wurde. Behgjet Pacolli wurde von Italien kontaktiert, um ihre Freilassung auszuhandeln, und am Ende konnte er auch diese Geiselnahme erfolgreich mit der Freilassung beenden.

## Privates
1980 entkam Pacolli bei einem Autounfall in Ljubljana nur knapp dem Tode und lag 29 Tage lang im Koma.
Von 1999 bis 2002 war Pacolli mit Anna Oxa verheiratet, einer italienischen Sängerin albanischer Abstammung, nachdem er zuvor mit einer Slowenin und später mit einer Österreicherin liiert war. Derzeit ist er mit der Russin Maria (Mascha) Pacolli (geborene Sitschkowa) verheiratet und Vater dreier Töchter (Arbresha, Selena, Hana) und dreier Söhne (Isa, Diari, Armani).
Pacolli besitzt die kosovarische sowie die Schweizer Staatsangehörigkeit und lebt in Hajvalia. Neben Albanisch kann er auch die deutsche, englische, französische, italienische, serbokroatische, russische und spanische Sprache. Sein Vermögen wird auf rund 800 Millionen US-Dollar geschätzt.

## Ehrungen und Auszeichnungen
- Dankesurkunde der AUK (Amerikanische Universität im Kosovo)[22]
- Höchste Ehrenauszeichnung der Russischen Föderation[22]
- Auszeichnung von TMK[22]
- Peru: Höchste Ehrenauszeichnung des Staates Peru durch den peruanischen Präsidenten[22]
- Auszeichnung der Nelson Mandela Foundation[22]
- Liberia: Ehrendiplomat des Staates Liberia[22]
- Friedenspreis Gusi Peace Prize, Philippinen[31]
- Botschafter des Friedens der Universal Peace Federation[22]
- Cavalier del Millennio per la Pace („Friedensritter des Jahrtausends“) des Centro Nazionale per la pace, Italien[22]
- Albanien: Mutter-Teresa-Auszeichnung (27. Dezember 2019 für seine Verdienste vom albanischen Präsidenten Ilir Meta überreicht)[32]

### Albanien
- Ehrenbürger der Städte Lezha und Korça[22]
- Schlüssel (2011) und Anerkennungsurkunde (2015) der Stadt Tirana[22]
- Orden Nderi i Kombit („Würde des Volkes“) des albanischen Präsidenten (2015)[22]
- Doctor honoris causa der Europäischen Universität von Tirana[22]
- Auszeichnung Special Leadership Award der POLIS-Universität für sein Lebenswerk der Politik, Friedensstiftung und des Humanitären Einsatzes[22]

### Vereinigte Staaten
- Ehrentitel des Rochester Institute of Technology[22]
- Anerkennung von US-Präsident Bill Clinton
- Ehrenbürger der Stadt Baton Rouge, Louisiana[33]
- Chancellor's Gold Medal des Community College in Baton Rouge, Louisiana[33]
- Schlüssel der Stadt New Orleans und des Staates Louisiana[33]

### Kasachstan
- Ehrenbürger von Astana, Kasachstan[22]
- Orden Kurmet des kasachischen Präsidenten (2016) für seine Verdienste in Wirtschaft, Wissenschaft, Kultur, Bildung und sozialen Angelegenheiten[34]
- Medaille „20 Jahre Verfassung Kasachstans“ des kasachischen Präsidenten (2015)[34]

## Schriften
Behgjet Pacolli ist der Verfasser der Bücher:
- Nga sfida në sfidë („Von Herausforderung zu Herausforderung“). Autobiografie. Shtëpia Botuese Albanica, Pristina 2010. (albanisch)
- Nulla è impossibile. La mia vita dalla povertà al sucesso („Nichts ist unmöglich. Mein Leben von der Armut zum Erfolg“). Autobiografie. Cairo Publishing, Milano 2018. (italienisch)